# علم ليبيا

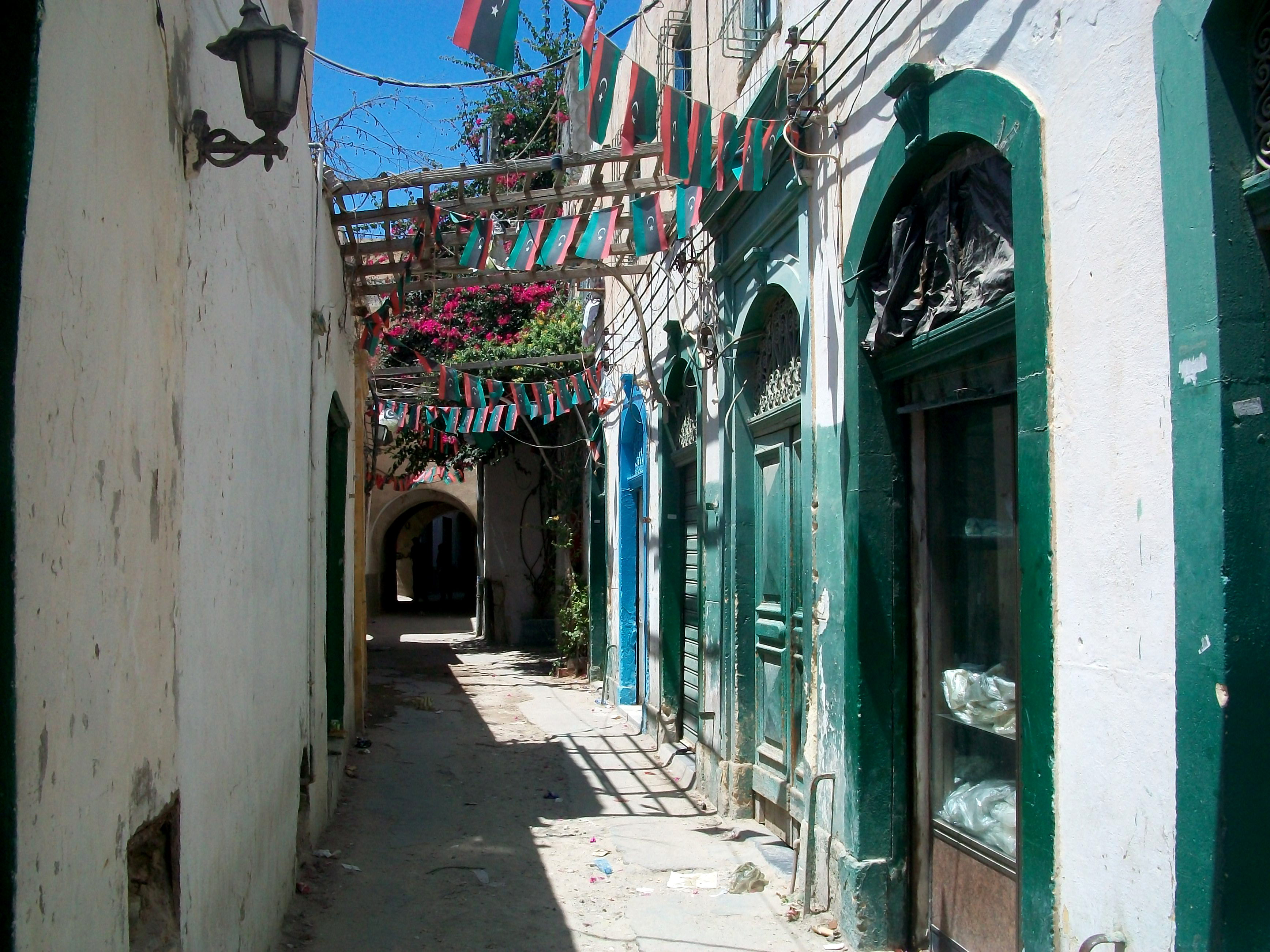
علم ليبيا معلقا في زنقة الفنيدقة بطرابلس.

علم ليبيا حسب دستور الاستقلال في 1951م مكون من ثلاثة ألوان هي الأحمر والأسود والأخضر ويتوسطه هلال ونجمة باللون الأبيض. يطلق عليه «'علم الاستقلال»'. وقد استخدم للمرة الأولى بعد استقلال ليبيا وإعلان المملكة الليبية المتحدة وقد وضعت تصميمه هيئة تشريعية ليبية عام 1951م. وألغي استخدامه بعد انقلاب سبتمبر 1969 أو ما سمي ثورة الفاتح، وفي يوم 21 أغسطس 2011م رفع هذا العلم على مؤسسات الدولة الرسمية في العاصمة طرابلس بعد تحريرها.

## تصميم العلم حسب دستور 1951

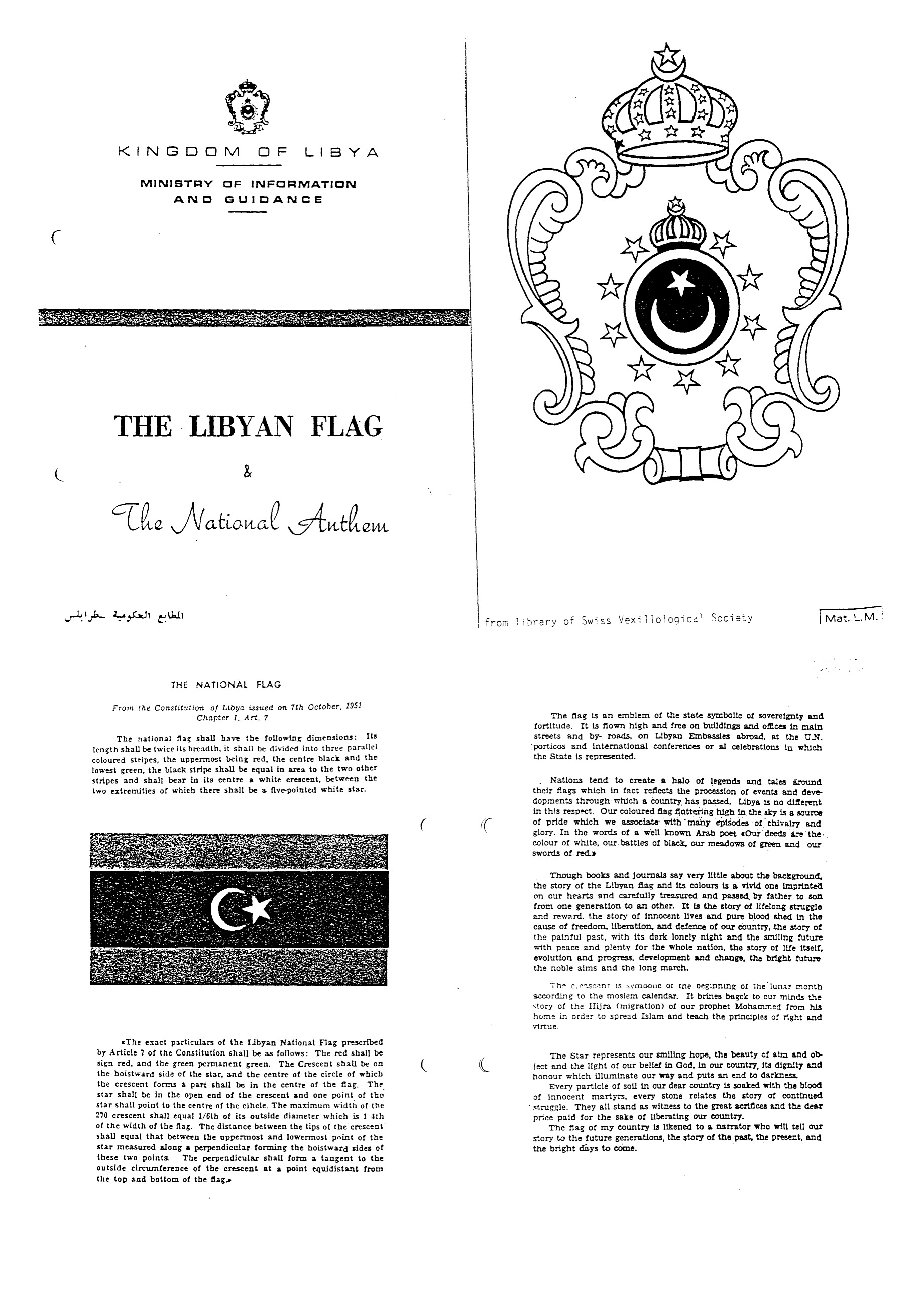
العَلم الوطني وفقاً لكتيب أصدرته وزارة المعلومات والإرشاد للمملكة الليبية.

وفقا للإعلان الدستوري الذي أعلنه المجلس الوطني الانتقالي الموقت في بنغازي في 3 رمضان 1432 هجرية الموافق 03/ 08/2011 ميلادية فقد نصت المادة الثالثة منه على
يكون العَلم الوطني وفقاً للشكل والأبعاد الآتية:
طُولـه ضعـف عرضه، ويُقسـم إلى ثلاثة ألوان متـوازية: أعـلاها الأحمـر، فالأسـود، فالأخضـر، على أن تكون مساحة اللون الأسود تساوي مجموع مساحة اللونين الآخرين، وأن يحتوي في وسطه على هلال أبيض اللون، بين طرفيه كوكب أبيض خُماسي الأشعة.
جاء في الدستور الليبي الصادر يوم 7 أكتوبر عام 1951 وكما نصت مادته السابعة حول علم ليبيا ما يلي:
- يكون العلم الليبي على الشكل والأبعاد الآتية: «طوله ضعف عرضه، ويقسم إلى ثلاثة ألوان متوازية أعلاعا الأحمر فالأسود فالأخضر على أن تكون مساحة اللون الأسود تساوي مساحة اللونين الآخرين، وأن يحتوي وسطه على هلال أبيض بين طرفيه كوكب خماسي الأشعة»
- ان علامات العلم القومي الليبي يجب أن تكون كما يلي حسب المادة السابعة من الدستور: «يجب أن يكون الأحمر من لون علامات الأشارة وأن يكون الأخضر الدائمي. يجب أن يكون الهلال في ناحية الصاري من النجمة، كما يجب أن يكون مركز الدائرة التي يكون الهلال جزءا منها وسط العلم، يجب أن تقع النجمة في طرف الهلال المفتوح بينما يكون رأس من رؤوس النجمة مصوبا نحو مركز الدائرة، ويجب أن يساوي أقصى عرض الهلال ذي 270 درجة سدس قطره الخارجي الذي يساوي بدوره ربع عرض العلم ويجب أن يساوي المسافة التي بين رأس الهلال نفس المسافة التي تقع بين أعلى وأسفل رأس النجمة. يقاس على خط عمودي من هذين الرأسين إلى ناحية الصاري ويكون هذا الخط العمودي خطا مماشيا لمحيط الدائرة الخارجي من الهلال في نقطة متساوية المسافة بين أعلى وأسفل العلم.»

## تاريخ الأعلام الليبية

### الدولة العثمانية

علم الدولة العثمانية استعمل كعلم لكل الولايات العثمانية بما فيها ليبيا.

استعمل خلال هذه الفترة علما مشابها لعلم الدولة العثمانية

### الدولة القرمانلية
في الفترة القرمانلية الأعلام المختلفة المستخدمة في ليبيا كانت الأحمر أو الأصفر مع ثلاثة أهلة بيضاء وأحيانا، أفقيا الأحمر، الأخضر، الأبيض، أو الأحمر والأبيض، الأخضر، الأحمر.

علم إيالة طرابلس الغرب 1812.

علم إيالة طرابلس الغرب في عهد الأسرة القرمانلية.

علم تونس، والجزائر، وإيالة طرابلس الغرب. كله أحمر.

علم ولاية طرابلس الغرب في العهد الثاني.

### إمارة برقة

علم إمارة برقة 1949-1951

برقة هي الجزء الشرقي من ليبيا الحالية، «تأسست برقة في منتصف القرن السادس ق.م. وقد أخذت اسمها الإغريقي من إقليم تابع لها يسمى بركايا Barcaia أو Barcaei، وكان يضم مدينة توكرة ومستوطنات أخرى شبه مستقلة. وقد كان هيرودوت أول من دوّن اسم بركايا، وذكر توكرة وقال أنها تابعةٌ لبركايا. ولا يدلّ استعمال هيرودوت لهذا الاسم على أصول إغريقية، فمن المحتمل أنه أورده بصيغته الإغريقية على هذا النحو عن أصل فينيقي أو ليبي هو بركة أو برقة.»
في 1 يونيو 1949 أعلنت إمارة برقة الاستقلال عن المملكة المتحدة تحت حكم الأمير إدريس السنوسي وذلك في مؤتمر وطني عقد في بنغازي. والتي تلاها استقلال ليبيا في 1951 وإعلان المملكة الليبية المتحدة كدولة فيدرالية ضمت إقليم برقة وإقليمي طرابلس وفزان، واعلان الملك إدريس السنوسي ملكاً علي البلاد وعاصمتيها مدينتي طرابلس وبنغازي من عام 1951 إلي 1963، ومن ثم انتقال الحكومة الإدارية والإدارة ومجلس الأمة الليبي (البرلمان الليبي) إلي مدينة البيضاء حيث كان العمل جارياً على بناء المباني لتكون عاصمة لليبيا بمقتضي الدستور الذي تم تعديله وألغي بموجبه النظام الاتحادي (الفيدرالي) في 1962، حتي حدوث انقلاب الفاتح من سبتمبر 1969 من قبل معمر القذافي.
تناوب على حكم ولاية برقة خلال فترة النظام الاتحادي (1951-1963) في المملكة الليبية عدة ولاة، هم:
1. محمد الساقزلي 1951-1952.
2. حسين مازق 1952-1961.
3. محمود بوهدمة 1961-1962.
4. محمد الساقزلي 1962-1963 (مرة ثانية).

### الجمهورية الطرابلسية
علم الجمهورية المؤقتة من 1918–1923.

علم الجمهورية الطرابلسية 1918–1923

و تالف العلم خلال هذه الفترة من خلفية زرقاء سمائية. وفي وسط العلم نخلة خضراء اللون. وتعلو النخلة نجمة بيضاء.

### ليبيا الإيطالية(ضمن المملكة الإيطالية)

علم ليبيا اثناء الاحتلال الإيطالي. (1911–1943)

علم ليبيا من الاحتلال الإيطالي حتى عام 1946
كان العلم الليبي خلال هذه الفترة نفس العلم المدني للمملكة الإيطالية

### المملكة الليبية

علم المملكة الليبية المتحدة (1951–1969). وهو نفس العلم الذي رفعته ثورة 17 فبراير واقره المجلس الانتقالي

العلم الملكي (1951–1969).

علم الاستقلال بعد توحيد ليبيا وإعلانها مملكة متحدة والتي تضم ولايات برقة وطرابلس وفزان. وضع العلم هيئة تشريعية ليبية عام 1951، وقد استمدت ألوانه من بيت الشعر للشاعر العراقي صفي الدين الحلي القائل «بيض صنائعنا سود وقائعنا.. خضر مرابعنا حمر مواضينا».،
ألوانه ثلاثة هي: الأحمر والأسود والأخضر، ويتوسطه هلال ونجمةُ خماسيّة.
وألوانه الثلاثة ترمز إلى رايات رفعتها جيوش المسلمين في الصدر الأوَّل للإسلام.
وترمز إلى كفاح الليبيّين من أجل الاستقلال،
فاللون الأسود كان راية من رايات السنوسية، والسنوسيّة كانت تمثل إقليم برقة. وقد رفع المجاهدون الراية السوداء إبان فترة الجهاد ضد إيطاليا ثمّ تحولت الراية السوداء إلى علمٍ لإمارة برقة في مرحلتين: الأولى في مرحلة الحكم الذاتي في عهد الاستعمار الإيطالي (حكومة اجدابيا)، والثانية حينما استقلت برقة في أكتوبر 1949م بعد انتهاء الحرب العالمية الثانية أثناء حكم الإدارة البريطانيّة. وكانت الراية السوداء بالهلال والنجمة راية الجيش السنوسي الذي شارك مع الحلفاء في تحرير ليبيا من المستعمر الإيطالي.
أمّا اللونين الأخضر والأحمر فقد كانا من مكونات رايات وأعلام الإقليم الطرابلسي أبان فترات تاريخيّة مختلفة تبدأ من الحكم العثماني مروراً بالحكم القرة مانلي وانتهاءً بالجمهورية الطرابلسية التي أُعلن عنها في عام 1918م.
يدل الهلال على الأمل والمستقبل، وترمز النجمة الخماسيّة إلى الإسلام وقواعده الخمسة. وفي توسط هلال الفجر والنجمة الخماسيّة للّون الأسود دلالة رمزيّة تعني «بزوغ فجر الإسلام».
تم استخدام هذا العلم من قبل معارضي القذافي في احتجاجات ثورة 17 فبراير التي انتشرت في أنحاء ليبيا عام 2011. وتم رفعه على مباني البعثات الدبلوماسية الليبية في الخارج التي أعلن موظفوها انشقاقهم عن نظام العقيد والالتحاق بمطالب الشعب الليبي.

### الجمهورية العربية الليبية
اتخذت ليبيا علما مكونا من ثلاثة الوان هي الأحمر والأبيض والأسود مرتبة بشكل افقي من الأعلى للاسفل واستمر العمل به حتى 1972

علم الجمهورية العربية الليبية (1969–1972).

### اتحاد الجمهوريات العربية

علم ليبيا اثناء فترة الجمهوريات العربية المتحدة (1972–1977).

وهو علم الاتحاد الذي ضم مصر وليبيا وسوريا، وبقى العلم الموحد لهذه الدول حتى 1977 بعد زيارة السادات إلى إسرائيل فغيرت ليبيا علمها إلى الراية الخضراء. أما سوريا فغيرت العلم في 1980. وغيرته مصر عام 1984 إلى علمها الحالي.

### الجماهيرية العربية الليبية الشعبية الاشتراكية العظمى

علم الجماهيرية العربية الليبية الشعبية الاشتراكية العظمى (1977–21 اغسطس 2011).

اعتمد عام 1977 وهو يعتمد اساسا على افكار العقيد معمر القذافي في الكتاب الأخضر. وكان العلم الوحيد في العالم الذي يتكون من لون واحد، ولا يحمل أي إشارات، أو تصاميم، أو تفاصيل.

### دولة ليبيا

علم ليبيا المستخدم حالياً. رفع للمرة الاولى في 17 فبراير 2011 واعتمد رسميا في 3 اغسطس 2011.

عقب ثورة 17 فبراير 2011 رفع الليبيون علم الاستقلال المستخدم في أثناء العهد الملكي وأقره المجلس الوطني الانتقالي رسميا كعلم للجمهورية في 3 أغسطس 2011 حسب نص الإعلان الدستوري للمجلس.
| Flag | Years of use | Government                                           | Notes |
|      | 1864–1911    | ليبيا في العهد العثماني                              | The تاريخ ليبيا القديم was re-introduced during colonisation by Italy in 1934. Before 1911, the الدولة العثمانية ليبيا في العهد العثماني (the "kingdom of Tripoli") included much of the same territory as modern Libya. |
|      | 1918–1923    | الجمهورية الطرابلسية                                 | The short-lived الجمهورية الطرابلسية in western Libya had its own flag, which had a light blue field and a green palm tree in the center, with a white star on top of it.علم ليبيا It was unilaterally declared in 1918 and claimed sovereignty over the entire former vilayet, but never had full de facto governance |
|      | 1911–1947    | ليبيا الإيطالية                                      | After the الحرب العثمانية الإيطالية (1911-1912), مملكة إيطاليا established the two colonies of طرابلس الإيطالية and برقة الإيطالية، which merged into ليبيا الإيطالية in 1934. They all used the علم إيطاليا. |
|      | 1947–1951    | ليبيا تحت الإدارة البريطانية                         | The areas of Libya under ليبيا تحت الإدارة البريطانية (Cyrenaica 1947–1949 and Tripolitania 1947–1951) did not have their own flag and thus, used the علم الاتحاد of the United Kingdom. |
|      | 1947–1951    | الإدارة العسكرية الفرنسية في فزان                    | During the French Administration of the former المنطقة الجنوبية العسكرية، الإدارة العسكرية الفرنسية في فزان had a red flag with a crescent and star, very similar to the علم تركيا |
|      | 1949–1951    | إمارة برقة                                           | During الحرب العالمية الثانية، Italian Libya was إدارة الحلفاء لليبيا by France and the United Kingdom. The إمارة برقة was declared in ليبيا تحت الإدارة البريطانية in 1949 with the backing of the British authorities. The "Emir of Cyrenaica", محمد إدريس السنوسي، kept the emirate's flag which derives from علم تركيا (a white crescent and star on a black background) as his personal flag after he became king of Libya in 1951                                                                                         |
|      | 1951–1969    | المملكة الليبية                                      | The Kingdom of Libya, originally called the United Kingdom of Libya, came into existence upon independence on 24 December 1951 and lasted until a انقلاب 1969 في ليبيا led by معمر القذافي on 1 September 1969 overthrew King محمد إدريس السنوسي Its Flag is a Triband of Red, Black and Green with a Crescent Moon and Star |
|      | 1969–1972    | الجمهورية العربية الليبية                            | Following the تاريخ ليبيا تحت حكم معمر القذافي، the flag was replaced by the وحدة عربية red-white-black tricolour of the ألوان الوحدة العربية، first flown after the ثورة 23 يوليو (which also formed the basis of the flags of علم مصر، Iraq، علم سوريا، and علم اليمن) |
|      | 1972–1977    | اتحاد الجمهوريات العربية                             | In 1972 when Libya joined the اتحاد الجمهوريات العربية its flag was adopted by the country, linking it to مصر and سوريا. It featured a golden hawk (the "Hawk of قريش"), holding a scroll with the Arabic name of the Federation |
|      | 1977–2011    | الجماهيرية العربية الليبية الشعبية الإشتراكية العظمى | The flag of the was adopted on 19 November 1977 and consisted of a green field. It was the only علم وطني in the world with just one colour and no design, insignia, or other details.علم ليبيا It was chosen by Libyan leader معمر القذافي to symbolise his نظرية عالمية ثالثة (after his الكتاب الأخضر).علم ليبيا The green colour traditionally الأخضر في الإسلام، reflecting the historical green banners of the الدولة الفاطمية. In Libya, green was also a colour traditionally used to represent the إقليم طرابلس region. |
|      | 2011-Present | دولة ليبيا                                           | After the death of Muammar Gaddafi and the 2011 Civil War, the flag of the Kingdom of Libya was restored |

## وصلات خارجية
- اعلام ليبيا
- تاريخ علم ليبيا ونشيدها الوطني